# Piotrów-Zagościniec
Piotrów-Zagościniec – wieś w Polsce położona w województwie świętokrzyskim, w powiecie kieleckim, w gminie Łagów. Samodzielna miejscowość od 1 stycznia 2014, wcześniej jako Zagościniec była częścią wsi Piotrów.